# BMW R 1150 GS Adventure
Die BMW R 1150 GS Adventure [ədˈvɛntʃə] ist ein Motorrad des deutschen Fahrzeugherstellers BMW. Die Reiseenduro wurde am 13. September 2001 an der Internationalen Automobil-Ausstellung in Frankfurt am Main der Presse vorgestellt. Von 2002 bis 2005 wurden 17.878 Adventure auf Basis der BMW R 1150 GS im BMW-Werk Berlin in Spandau hergestellt. Das Motorrad wird wie alle Modelle der R-Reihe von einem Boxermotor angetrieben. Die Modellbezeichnung GS bedeutet Gelände/Straße, der interne Werkscode lautet R21/ADV.

## Technische Daten
Gegenüber der BMW R 1150 GS verfügt die Adventure serienmäßig über längere Federwege (vorne/hinten je 20 mm), ein Federbein von WP mit wegabhängiger Dämpfung an der Einarmschwinge, eine durchgehende Sitzbank, einen massiveren und längeren Motorschutz, Handprotektoren, eine größere Gepäckbrücke, Stahlflex-Bremsleitungen, ein größeres Windschild und eine Kotflügelverbreiterung (vorne). Optional sind ein Sturzbügel zum Schutz des Motors, ein 30 Liter fassender Kraftstofftank (statt 22 L) sowie Nebelscheinwerfer erhältlich. Die Felgen und die Gabelstandrohre sind blau eloxiert, die Ventildeckel blau lackiert. Die Maschine kann über einen Kodierstecker auf den Betrieb mit Normalbenzin umgestellt werden. Als Sonderzubehör sind ein fernreisetaugliches Gepäcksystem bestehend aus einem Trägersystem mit Seitenkoffern und Topcase aus Aluminium verfügbar. Der erste und sechste Gang des Getriebes sind kürzer übersetzt, der kurze erste Gang kann optional auch für die BMW R 1150 GS bestellt werden.

### Motor
Der luft- und ölgekühlte Boxermotor erzeugt aus 1130 cm³ Hubraum eine Nennleistung von 62,5 kW (85 PS) bei einer Drehzahl von 6.750 min−1 und ein maximales Drehmoment von 98 Nm bei 5.250 min−1. Der Zweizylindermotor hat pro Zylinderkopf zwei Ein- und zwei Auslassventile und je eine hochliegende, über Zahnräder und Kette getriebene Nockenwelle, Tassenstößel, Stoßstangen und Kipphebel. Der Viertaktmotor hat eine längsliegende Kurbelwelle, eine Nasssumpfschmierung, eine elektronische Saugrohreinspritzung und ein elektronisches Motormanagement von Bosch. Die zwei Zylinder des Querläufers haben eine Bohrung von durchschnittlich 101 mm Durchmesser, die Kolben einen Hub von 70,5 mm bei einem Verdichtungsverhältnis von 10,3:1.
Das Motorrad beschleunigt in 4,3 Sekunden von 0 auf 100 km/h und erreicht eine Höchstgeschwindigkeit von über 192 km/h.
Der Hersteller empfiehlt die Verwendung von bleifreiem Motorenbenzin mit einer Klopffestigkeit von mindestens 91 Oktan. Der Kraftstofftank hat ein Volumen von 22,1 Liter, optional auch mit 30 Liter. Das fahrbereite Gewicht beträgt 285 kg, die maximale Zuladung 197 kg.
Die Bereifung hat vorn die Dimension 110/80H19TL und hinten 150/70H17TL. Das Fahrwerk besteht aus einem Gitterrohrrahmen aus Stahl, wobei der Motor mittragend ist.

### Elektrische Anlage
Die Starterbatterie hat eine Kapazität von 19 Ah und versorgt den elektrischen Anlasser. Die Lichtmaschine erzeugt eine elektrische Leistung von 700 Watt.

## Rezension
Bekannt wurde die BMW R 1150 GS Adventure durch die zehnteilige Dokumentarserie Long Way Round und das Buch „Die Wüsten der Erde“. Dabei zeigten die Motorräder trotz extremer Belastung nur wenig Schwächen und stellten so ihre Fernreisequalität unter Beweis. Serienmäßig waren auch Stahlflex-Bremsleitungen verbaut.

## Kritiken
„In typischer BMW-Manier taucht die Front beim Gaszudrehen mächtig ein, bäumt sich unter Last genauso wieder auf. BMW fahren war schon immer etwas anders. Da macht der Kardanantrieb keine Ausnahme, auch wenn die Bayern das Auf und Nieder beim Schaltvorgang mittels Paralever neutralisieren, trampelt die schwere Hinterradaufhängung doch ziemlich ungehobelt über Flickstellen und Trennfugen, verbunden mit deftigem Klacken.“

„Alles in allem fährt sich die BMW R 1150 GS Adventure einfach unverschämt gut, viel besser, als man es erst mal vermuten würde – schließlich ist die BMW R 1150 GS Adventure eine noch wuchtigere, manchmal schon bullig wirkende Version der ohnehin schon großen und kernigen BMW R 1150 GS.“

„Das neue Motorrad, das im Wesentlichen auf der Technik des Modells R 1150 GS basiert, wurde für Zweirad-Weltenbummler konzipiert. Wer etwa in nächster Zeit eine Sahara-Durchquerung, einen Trip entlang der Seidenstraße oder eine Orientierungsfahrt am Polarkreis plant, sollte sich die Maschine einmal näher anschauen.“